# میدان فانتین
میدان فانتین (ترکی آذربایجانی: Fəvvarələr meydanı) از نخستین مرکزی‌ترین میدان‌های باکو می‌باشد. این میدان در دل شهر باکو، در تقاطع خیابان‌های «نگار رفیع‌بیگلی» و «احمد جواد» در حومه «صبائیل» واقع است. در مرکز میدان مجموعه چندین فواره زیبا و دیدنی مزین قرار دارد. دورتادور میدان با موزه ادبیات نظامی گنجوی، ساختمان سینمای «ارس»، کلیسای ارمنی و مرکز تجاری «آی‌سی‌ار» احاطه شده‌است. این میدان یکی از توریستی‌ترین اماکن باکو به حساب می‌آید.
میدان فانتین از سوی قاسم‌بیگ حاجی‌بابابیگف، معمار معروف سده ۱۹ آذربایجانی بنا شده‌است.

## نماهای مختلف میدان فانتین

میدان فانتین
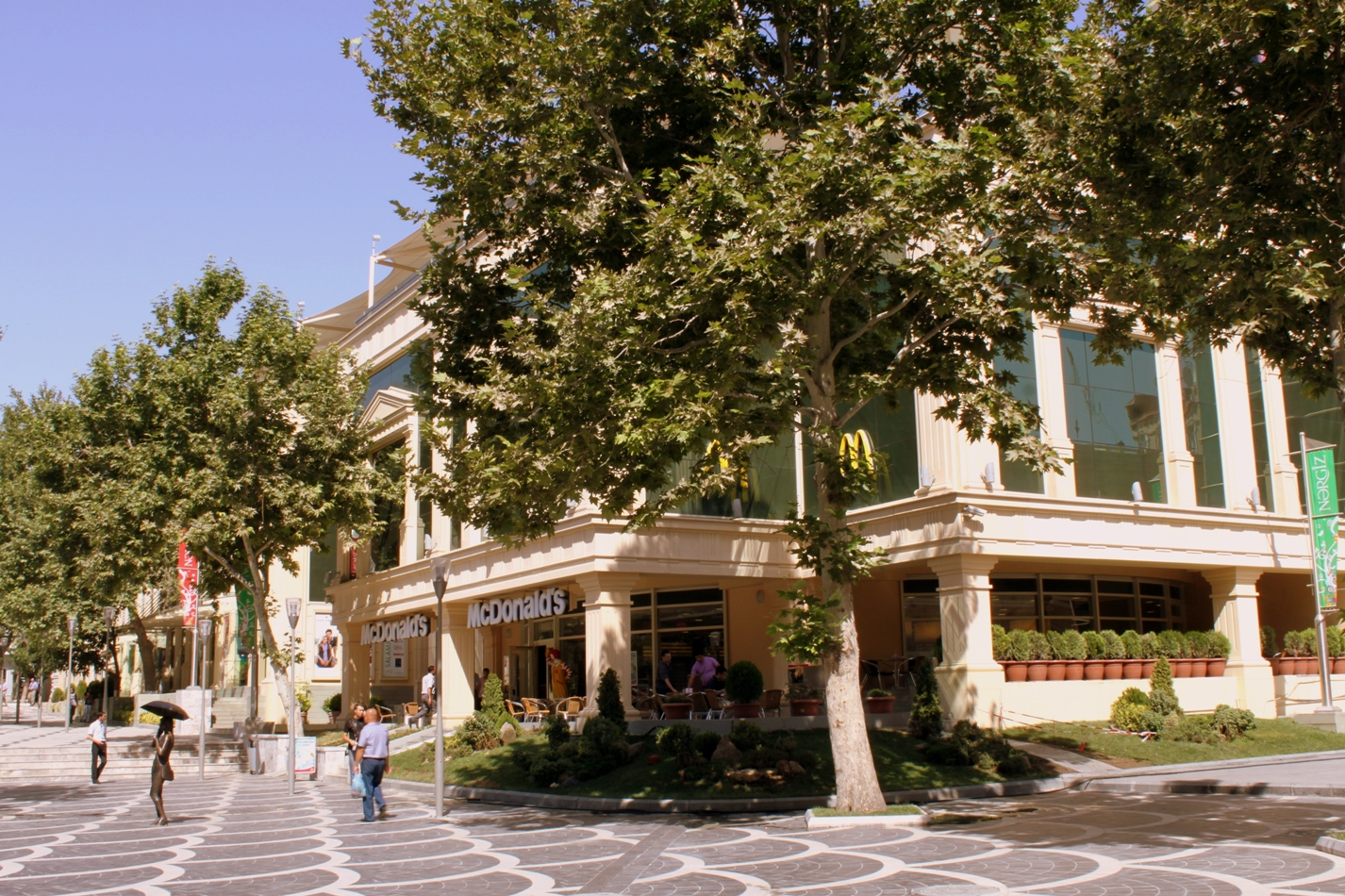
اولین شعبهٔ مک‌دونالد در باکو در میدان فانتین
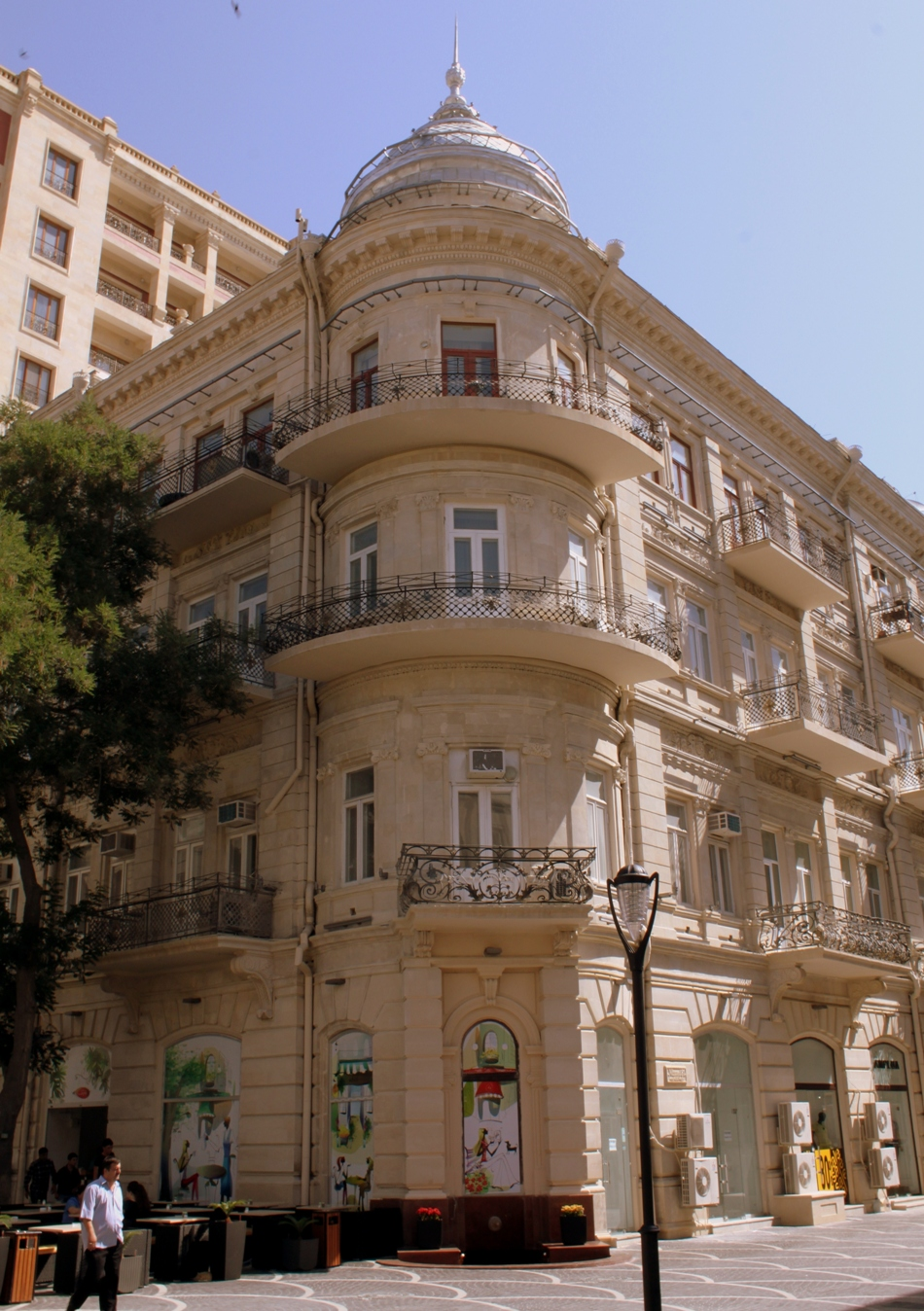
ساختمان متعلق به سده ۱۹ در میدان فانتین
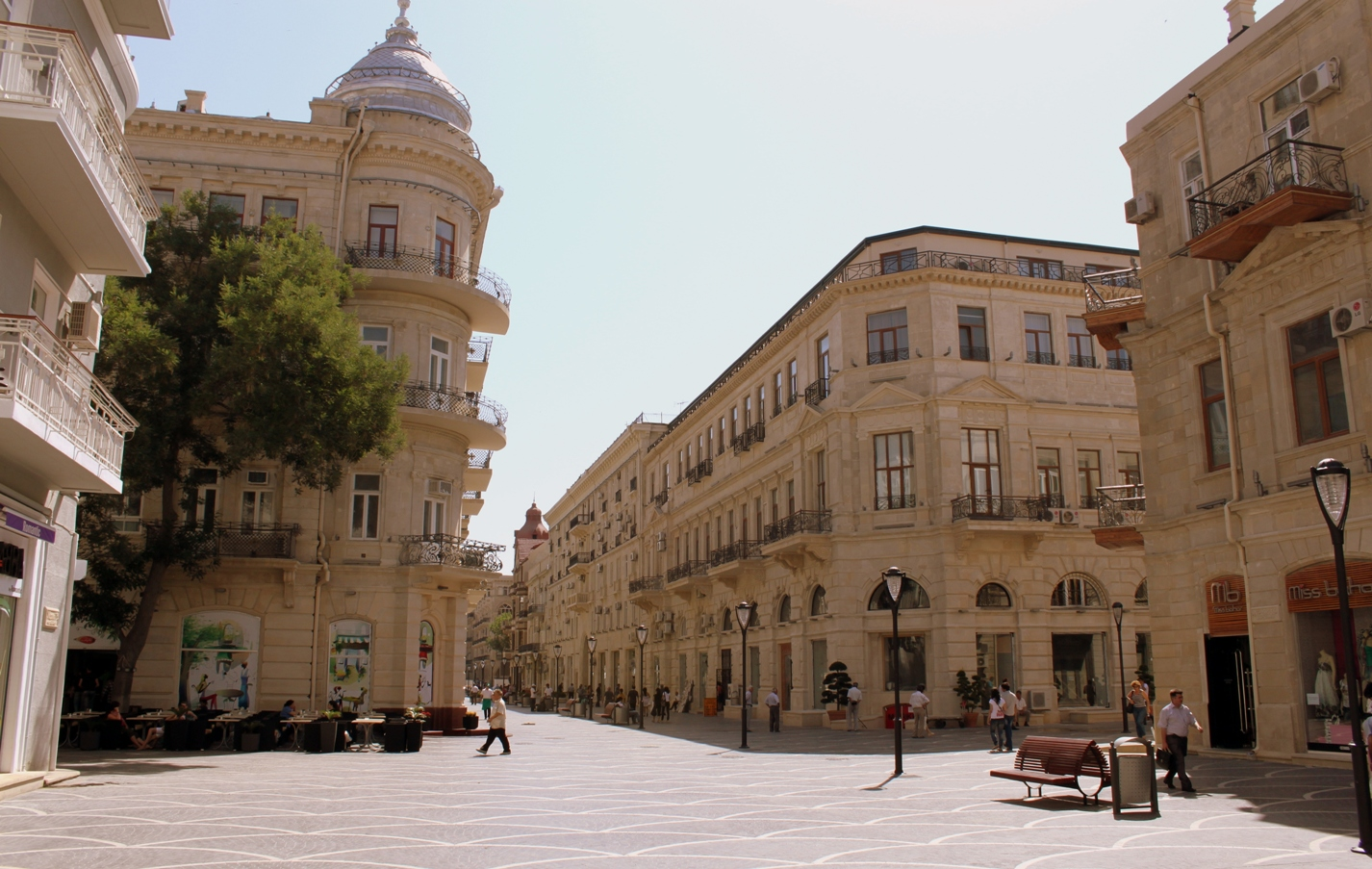
خیابان نظامی گنجوی در انتظار سیل جمعیت شب
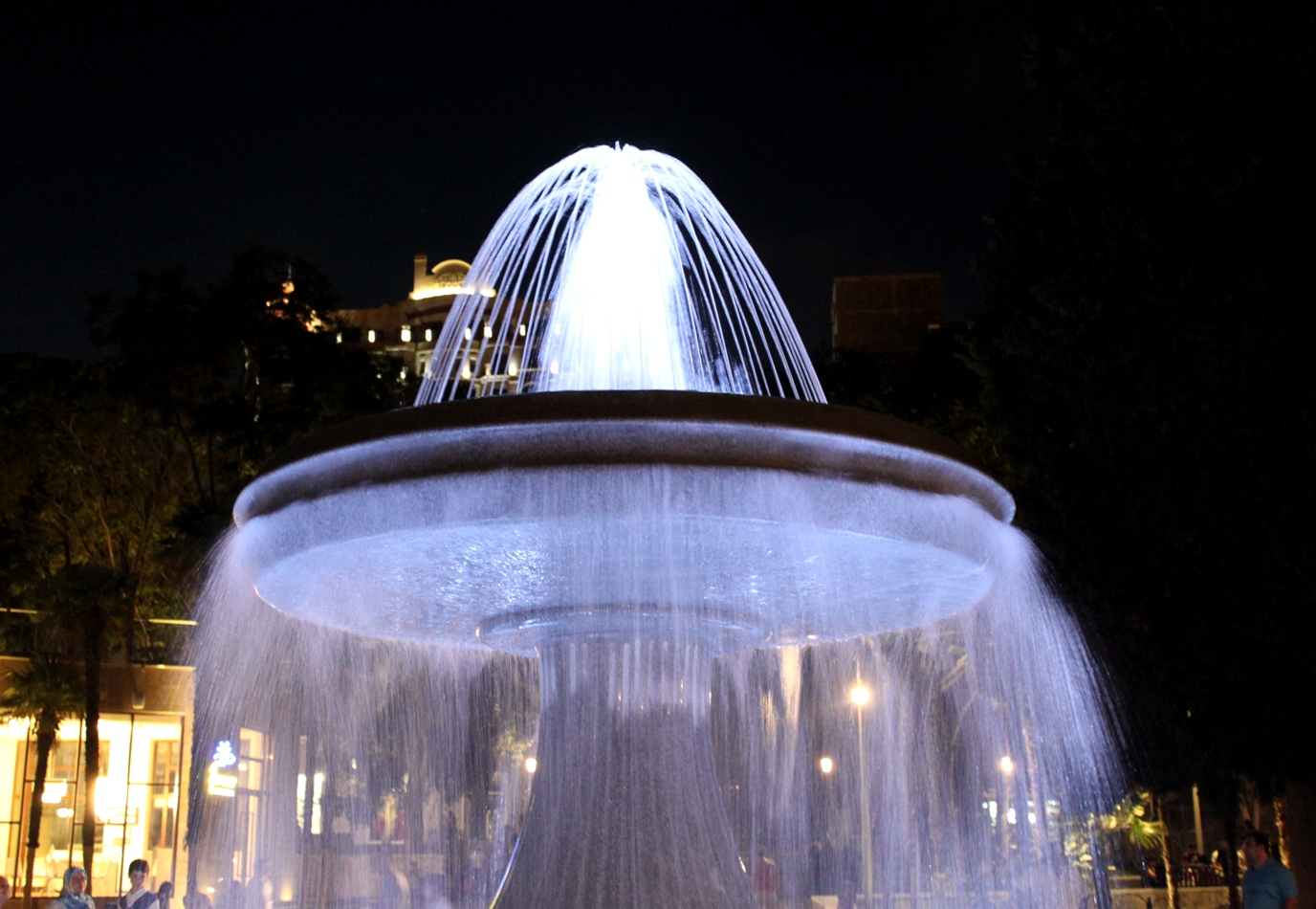
نمای فانتین در شب
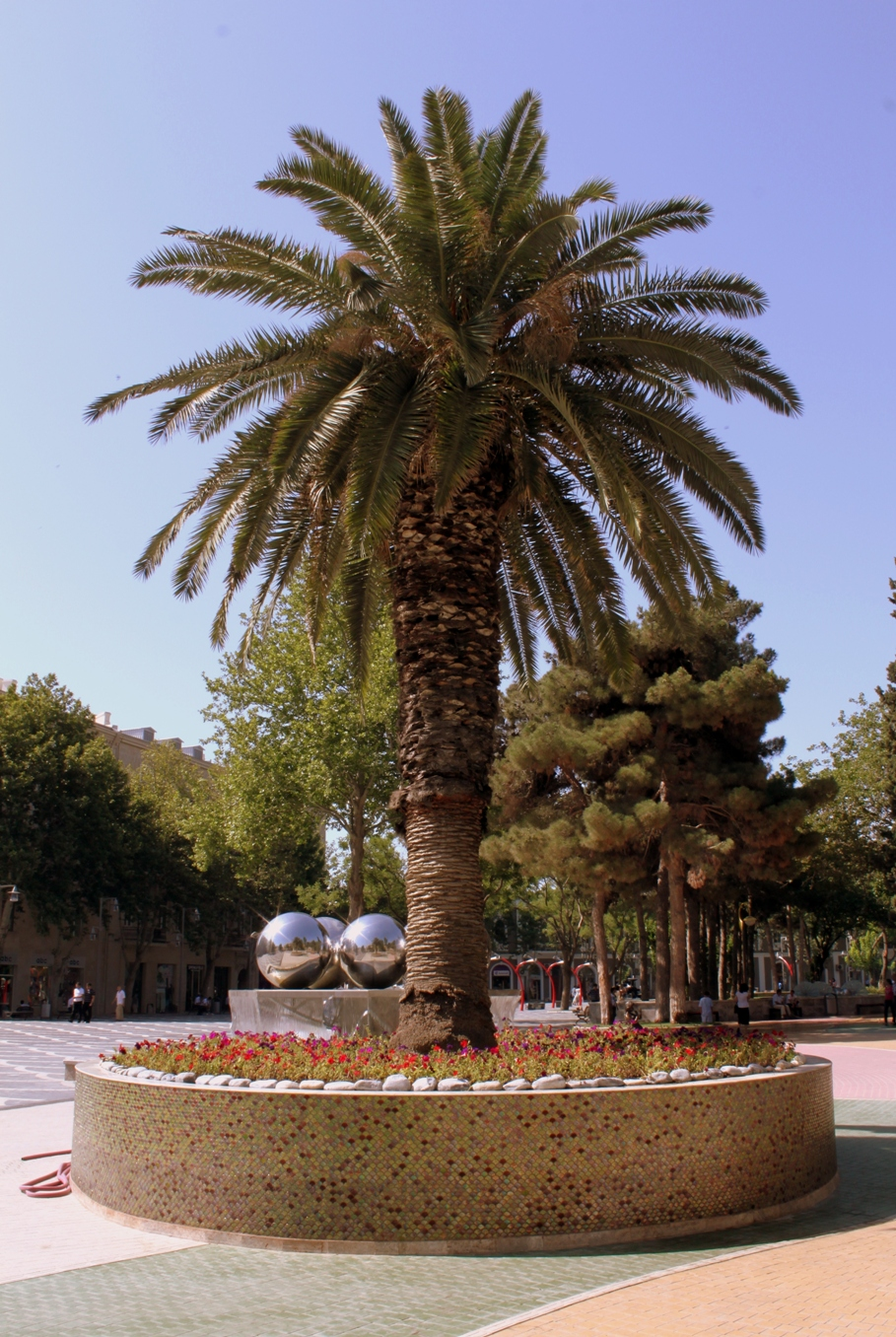
درخت نخل - پراستفاده‌ترین درخت در دکوراسیون باکو
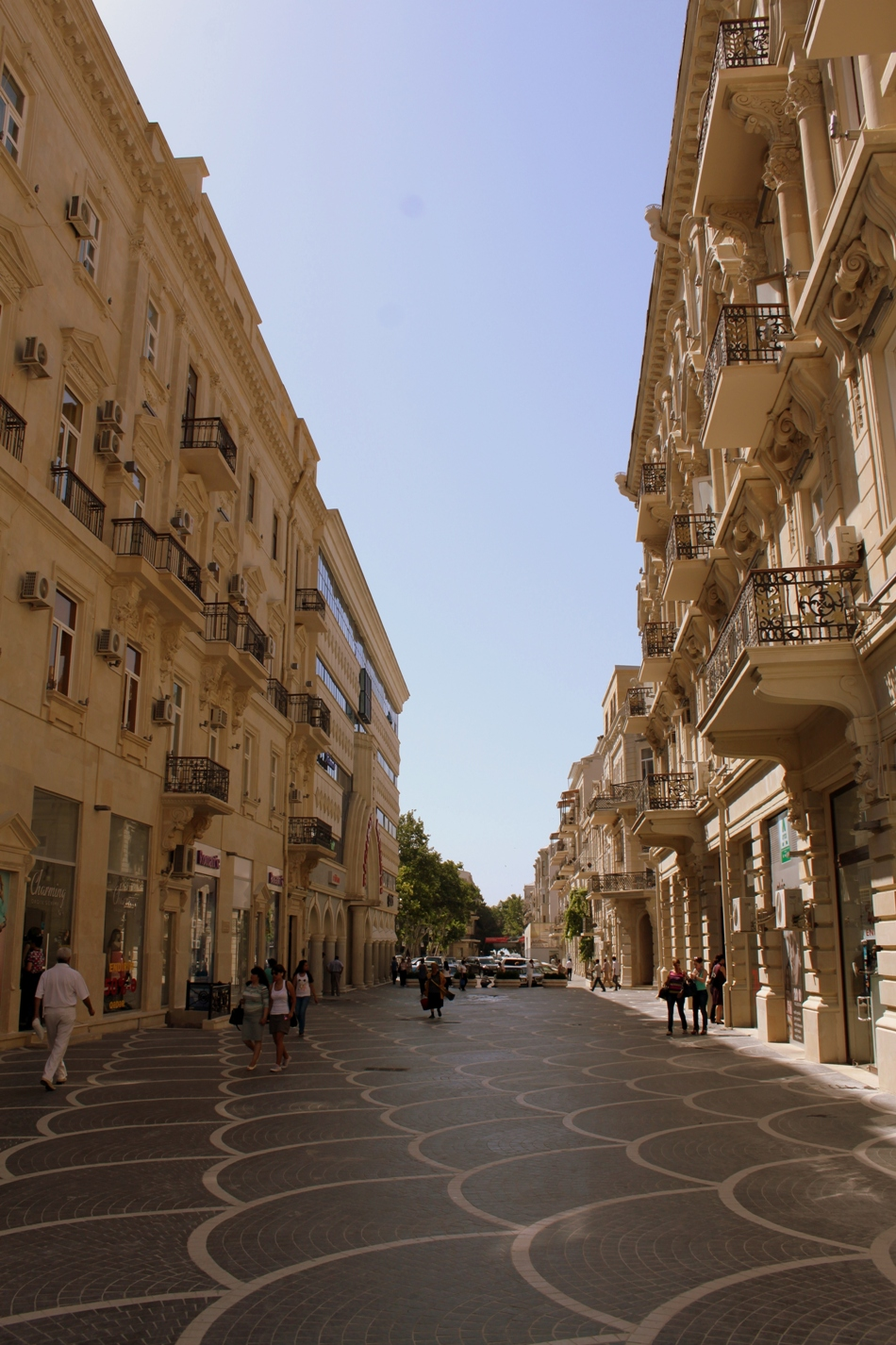
ساعات صبح
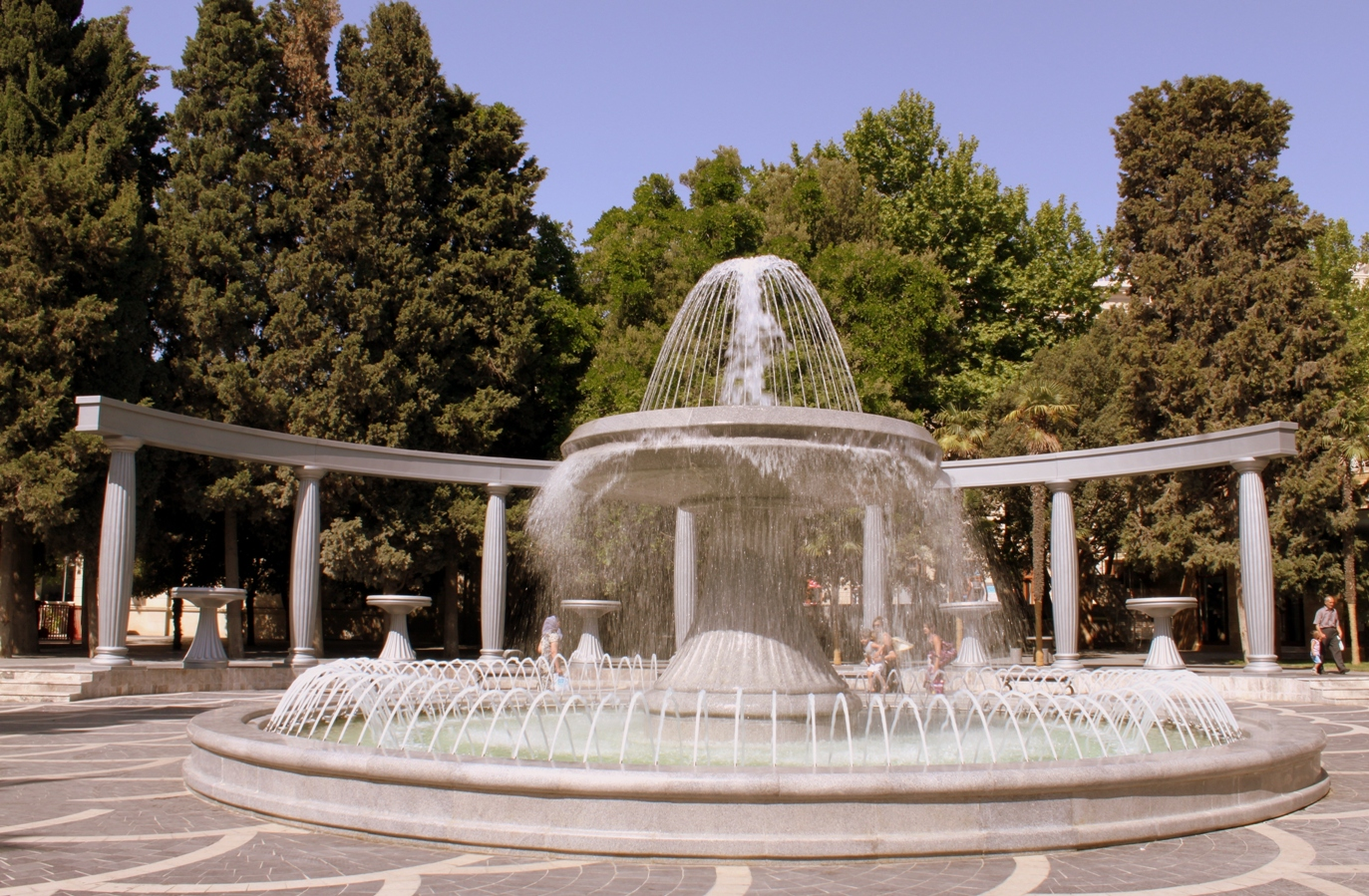
فانتین اصلی
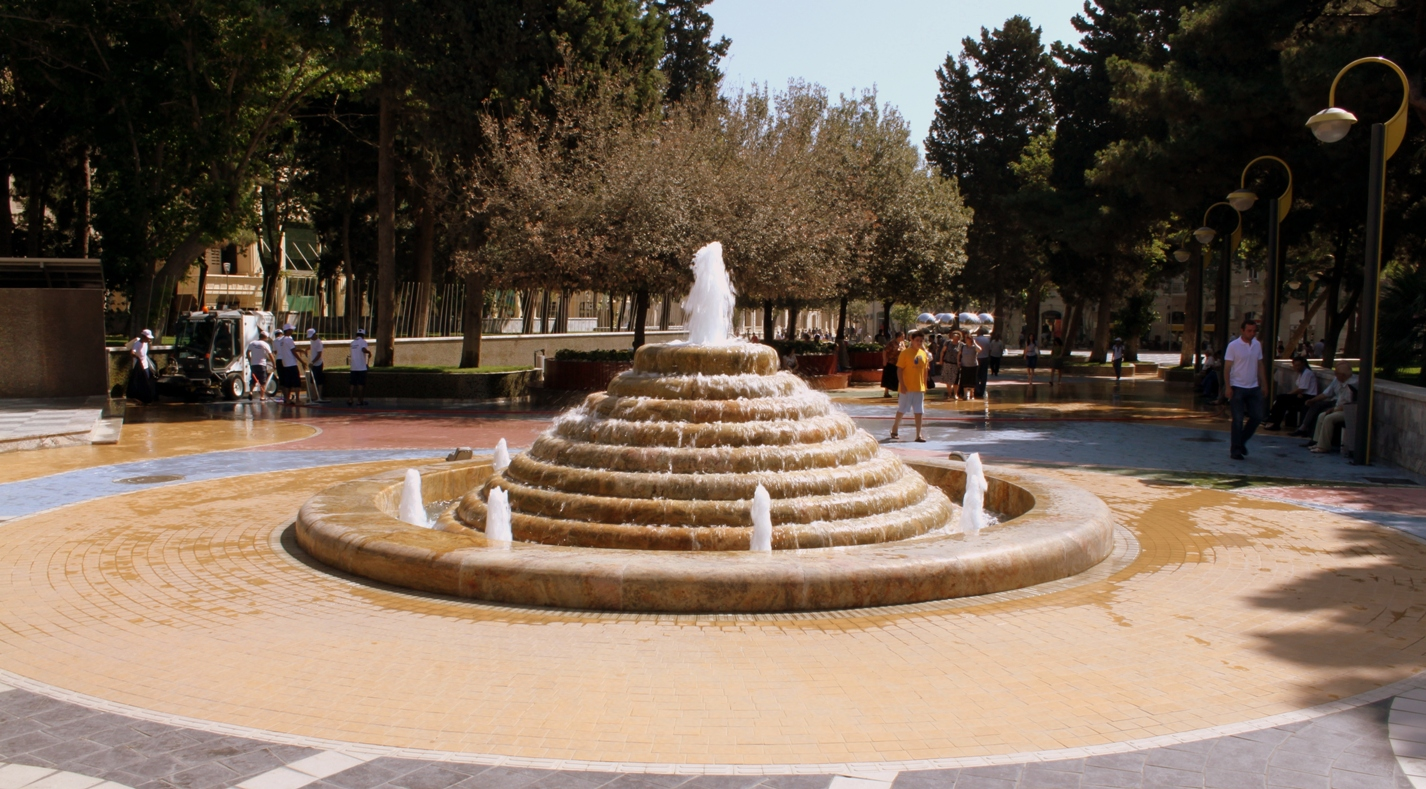
فانتین دیگری
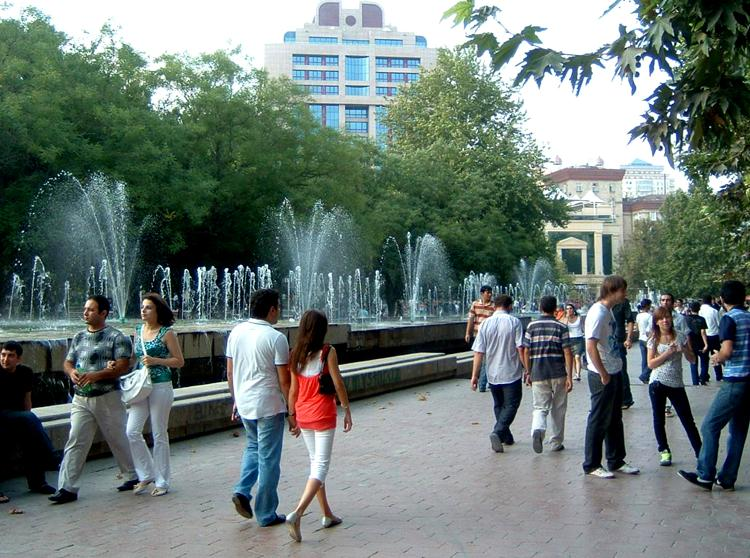
عکس گرفته شده از میدان فانتین در سال ۲۰۰۸، قبل از بازسازی
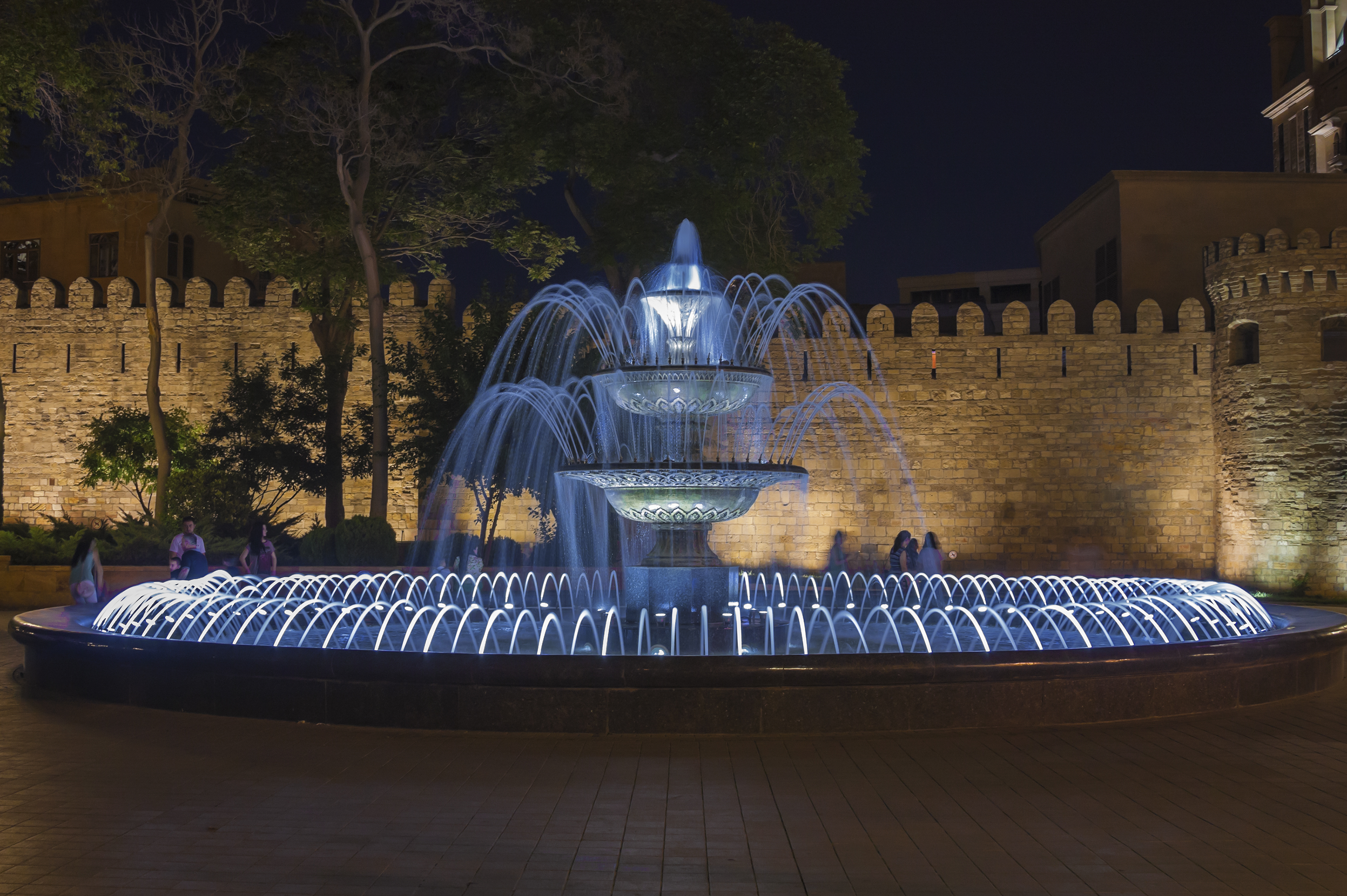
فانتین واقع در «باغ فرماندار» در باکو
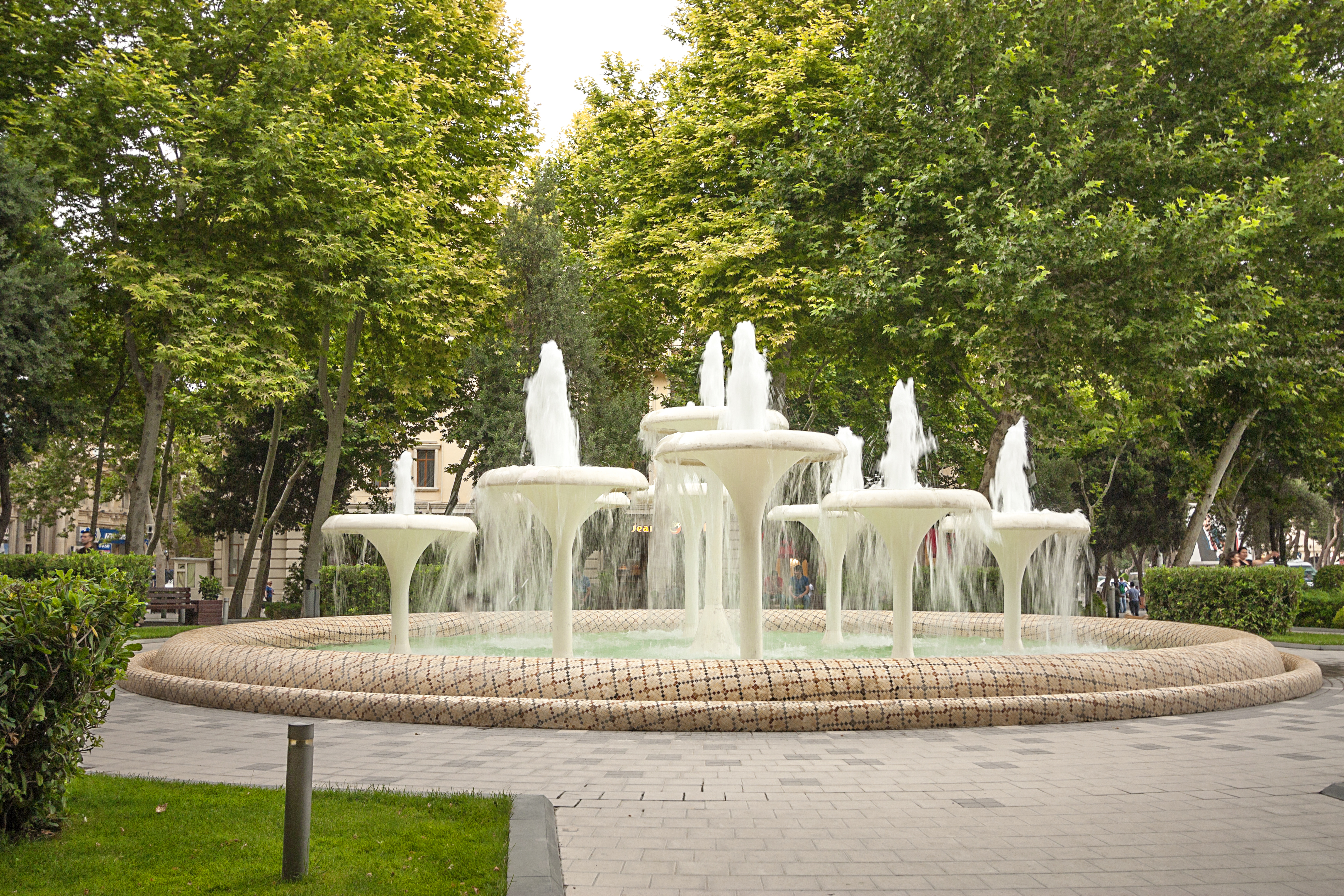
فانتین
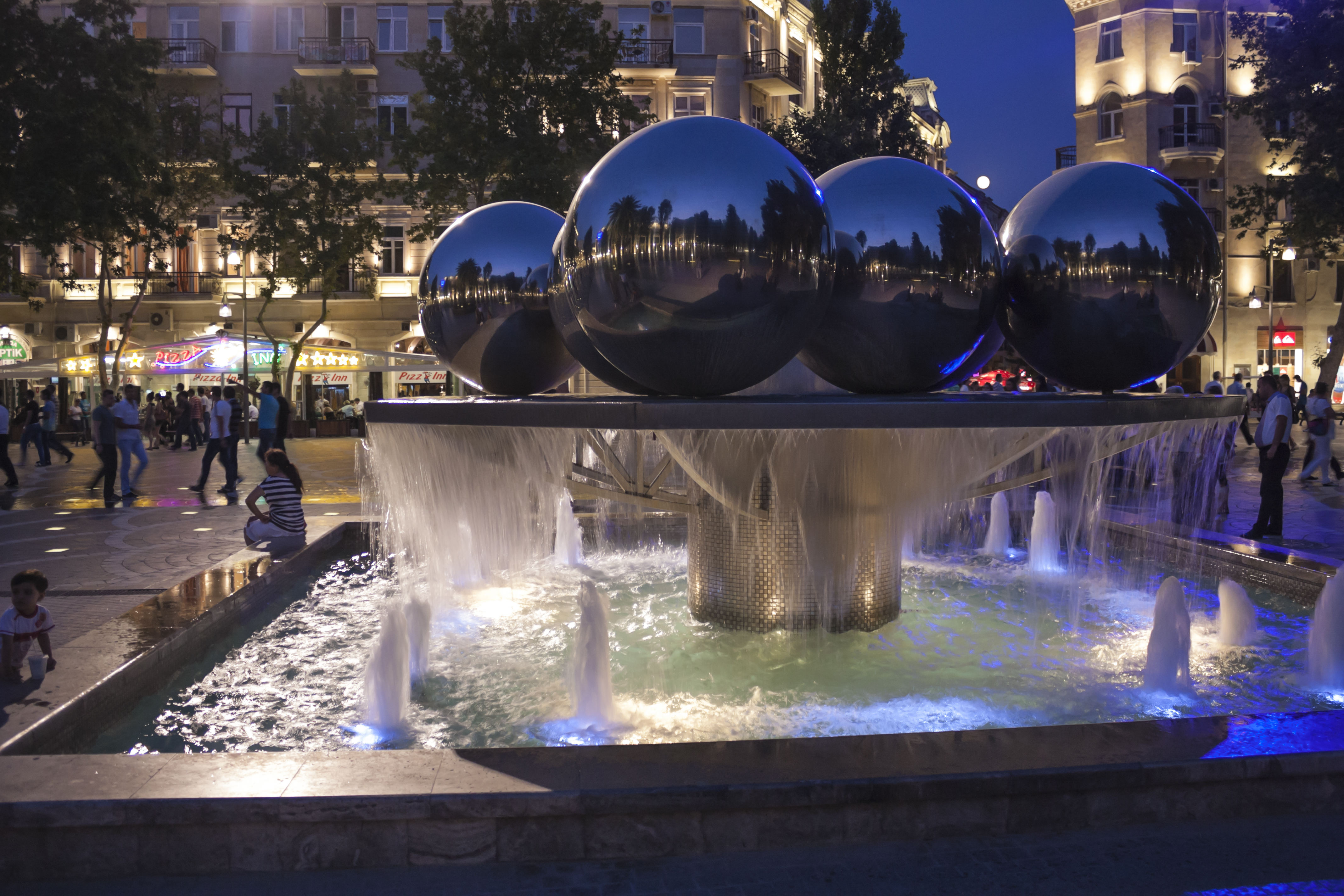
فانتین توپ‌های شب
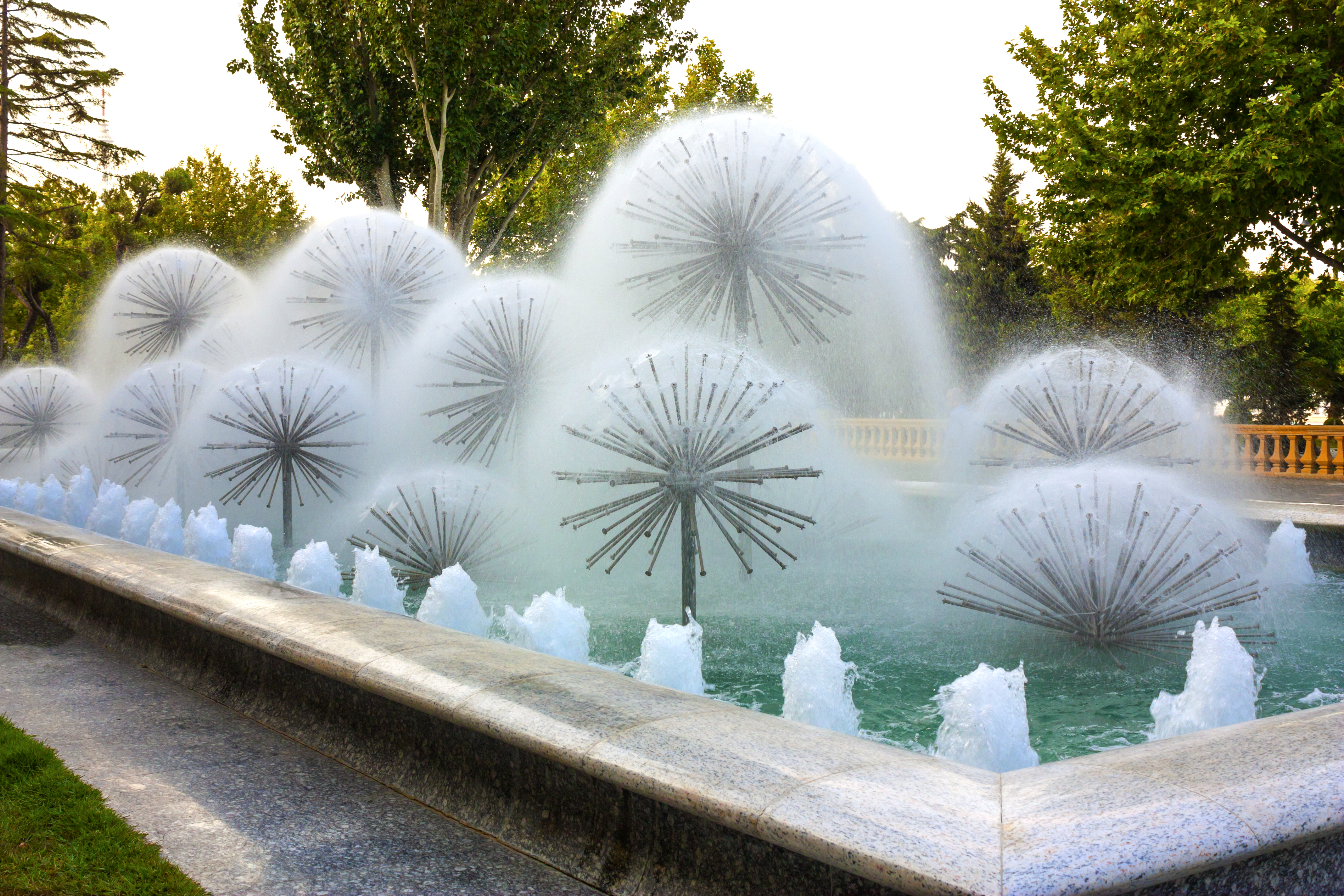
فانتین دیگری